# Szabó Károly (tanár)
Szabó Károly, Szabó P. Károly (Pusztaszentkereszt, Bars vármegye, 1836. december 2. – Pápa, 1895. október 29.) református teológus, főgimnáziumi tanár.

## Élete
Szabó István gazdatiszt fia. A főgimnáziumot 1846-tól Pápán (közben 1848-50-ben Léván) végezte 1854-ig, ugyanott tanulta a teológiát 1854-57-ig, midőn azon év szeptember 1-jén tanárrá választatott és külföldi egyetemekre küldetett, hogy magát a tanári pályára előkészítse. 1858. október 1-jén foglalta el tanári székét az I. osztályban és 1861-ben tétetett át a VI. osztály főnökségére. 1864-ben nyerte újabb tantárgyul a magyar irodalomtörténetet, 1865-től pedig a bölcselet elemeit, 1865-ben vette föl a P. (pápai) előbetűt.
Cikkei a kecskeméti Protestáns Közlönyben (1859. Tanulmány Homér költeménye felett); a sárospataki füzetekben (1861. A református és lutheránus egyház elnevezés története, 1863. Peti József emlékezete); a Protestáns Egyházi és Iskolai Lapban (1862. A pápai főiskola multja és jelene, 1865. Észrevételek középtanodáink körül)

## Munkái
- Mándi Márton István. A százados születés emlékére Pápa, 1860.
- Költészettan, tanodai és magánhasználatra. Uo. 1863. (2. kiadás Uo. 1879. Ism. Sárospataki Füzetek 1864.).
- Magyar nemzeti irodalom története. Uo. 1866.
- Bölcsészet elemei. Uo. 1872. Két füzet. (2. kiadás. Uo. 1880.).

Szerkesztette a Tavaszt, a pápai önképzőkör munkáiból 1872-ben; a Pápai Lapokat 1874. májustól 1878. szeptember végeig; a Pápai önkéntes tűzoltó Lapot 1884-86-ig.

## Álnevei
- Szentkirályi, Károlyi, Pápai és Omikron (a Pápai Lapokban 1874-76., a Protestáns Egyházi és Iskolai Lapban és a Vasárnapi Ujságban).